# Campeonato Goiano de Futebol de 2007
O Campeonato Goiano de 2007 foi a sexagésima quarta edição desta competição futebolística organizada pela Federação Goiana de Futebol (FGF).
O título da competição ficou com o Atlético Goianiense que conquistou o campeonato após vencer o Goiás na decisão pelo placar agregado de 4–3. Com esses resultados, o clube obteve seu décimo título na história da competição - o primeiro em 19 anos. Também obteve o direito de disputar a Série C de 2007, e junto do Goiás, a Copa do Brasil de 2008. Por outro lado, os rebaixados foram o Rioverdense e Goiânia, este último considerado a "decepção" do campeonato.

## Formato e participantes
O formato do Goianão 2007 é o mesmo desde 2004: numa primeira fase, as equipes foram divididas em dois grupos de seis equipes, se enfrentando em três turnos de 17 rodadas. No primeiro turno, as equipes do Grupo A enfrentariam as do Grupo B, em jogos de ida, enquanto no segundo turno repetiria o molde, mas invertando os mandos de campo. No terceiro turno, as equipes enfrentariam apenas as do mesmo grupo. As equipes lanternas de cada grupo seriam rebaixadas à segunda divisão de 2008.
A partir desta fase, o campeonato adotaria um formato eliminatório, em jogos de ida e volta. Nas semifinais, o primeiro colocado do Grupo A enfrentaria o segundo do Grupo B, e o primeiro do Grupo B contra o segundo do Grupo A, onde o vencedor avançaria à decisão. Na decisão, a equipe que vencesse no agregado sagraria-se campeã goiana, e se persistirem o empate, seria decidido na disputa por pênaltis. Abaixo, as doze equipes participantes:
| Equipe              | Cidade         | Títulos             |
| ------------------- | -------------- | ------------------- |
| Anapolina           | Anápolis       | —                   |
| Atlético Goianiense | Goiânia        | 9 (último em 1988)  |
| Canedense           | Senador Canedo | —                   |
| CRAC                | Catalão        | 2 (1967 e 2004)     |
| Goiânia             | Goiânia        | 15 (último em 1974) |
| Goiás               | Goiânia        | 21 (último em 2006) |
| Itumbiara           | Itumbiara      | —                   |
| Jataiense           | Jataí          | —                   |
| Mineiros            | Mineiros       | —                   |
| Rioverdense         | Rio Verde      | —                   |
| Trindade            | Trindade       | —                   |
| Vila Nova           | Goiânia        | 15 (último em 2005) |

## Resultados

### Primeira fase

#### Grupo A
| Pos | Equipe              | Pts | J  | V  | E | D  | GP | GC | SG  | Classificação ou descenso             |
| --- | ------------------- | --- | -- | -- | - | -- | -- | -- | --- | ------------------------------------- |
| 1   | Atlético Goianiense | 34  | 17 | 10 | 4 | 3  | 40 | 19 | +21 | Próxima fase                          |
| 2   | Goiás               | 30  | 17 | 9  | 3 | 5  | 33 | 18 | +15 | Próxima fase                          |
| 3   | Trindade            | 17  | 17 | 4  | 5 | 8  | 20 | 28 | −8  |                                       |
| 4   | Anapolina           | 17  | 17 | 4  | 5 | 8  | 17 | 30 | −13 |                                       |
| 5   | Jataiense           | 15  | 17 | 4  | 3 | 10 | 21 | 30 | −9  |                                       |
| 6   | Rioverdense         | 13  | 17 | 4  | 1 | 12 | 15 | 36 | −21 | Rebaixado à Divisão de Acesso de 2008 |

#### Grupo B
| Pos | Equipe    | Pts | J  | V  | E | D | GP | GC | SG  | Classificação ou descenso             |
| --- | --------- | --- | -- | -- | - | - | -- | -- | --- | ------------------------------------- |
| 1   | Vila Nova | 36  | 17 | 11 | 3 | 3 | 38 | 18 | +20 | Próxima fase                          |
| 2   | Itumbiara | 32  | 17 | 10 | 2 | 5 | 25 | 22 | +3  | Próxima fase                          |
| 3   | CRAC      | 32  | 17 | 9  | 5 | 3 | 31 | 23 | +8  |                                       |
| 4   | Mineiros  | 23  | 17 | 7  | 2 | 8 | 32 | 29 | +3  |                                       |
| 5   | Canedense | 21  | 17 | 5  | 6 | 6 | 27 | 33 | −6  |                                       |
| 6   | Goiânia   | 13  | 17 | 2  | 7 | 8 | 18 | 31 | −13 | Rebaixado à Divisão de Acesso de 2008 |

#### Tabela de jogos
| Mandante \ Visitante | AAA | ACG | CAN | CRA | GOI | GEC | ITU | JAT | MIN | RIO | TAC | VLA |
| -------------------- | --- | --- | --- | --- | --- | --- | --- | --- | --- | --- | --- | --- |
| Anapolina            | —   | 0–3 | 1–1 | 1–1 | 2–2 | –   | 3–1 | 2–1 | 0–3 | –   | 2–0 | 0–1 |
| Atlético Goianiense  | –   | —   | 4–1 | 2–3 | 3–0 | 0–3 | 1–0 | 3–0 | 6–2 | –   | 2–0 | 3–3 |
| Canedense            | 2–1 | 0–4 | —   | –   | 3–1 | 1–3 | –   | 2–1 | 5–3 | 2–2 | 1–1 | –   |
| CRAC                 | 1–1 | 1–2 | 2–3 | —   | –   | 1–1 | 2–0 | 2–0 | –   | 2–1 | 3–1 | 3–2 |
| Goiânia              | 1–2 | 1–1 | –   | 0–1 | —   | 0–0 | –   | 1–3 | 2–1 | 0–2 | 1–1 |     |
| Goiás                | 2–0 | –   | 4–2 | 2–0 | 2–2 | —   | 1–2 | –   | 1–0 | 6–0 | 0–1 | 0–3 |
| Itumbiara            | 2–0 | –   | 1–1 | –   | 3–1 | 2–1 | —   | 2–1 | –   | 1–0 | 3–1 | –   |
| Jataiense            | –   | 2–4 | 1–1 | 2–2 | 0–0 | 2–4 | 1–2 | —   | 2–1 | 4–0 | –   | 0–1 |
| Mineiros             | 5–1 | 1–1 | –   | 2–3 | –   | 2–0 | 0–0 | 2–0 | —   | 3–1 | 3–2 | 1–2 |
| Rioverdense          | 3–0 | 1–0 | 1–0 | 1–2 | 1–2 | –   | 1–2 | –   | 1–2 | —   | –   | 0–6 |
| Trindade             | –   | –   | 2–2 | 2–2 | 1–1 | –   | 0–1 | 2–3 | 2–1 | 2–0 | —   | 1–0 |
| Vila Nova            | 1–1 | 1–1 | 1–0 | –   | 5–3 | 0–3 | 4–1 | 3–0 | –   | 2–0 | 3–1 | —   |

### Fases finais
Em itálico, as equipes que possuem o mando de campo no primeiro confronto; em negrito as equipes classificadas.
|  | Semifinais          | Semifinais          | Semifinais | Semifinais |   |       | Final | Final | Final | Final |
|  |                     |                     |            |            |   |       |       |       |       |       |
|  | Itumbiara           | 1                   | 3          | 4          |   |       |       |       |       |       |
|  | Atlético Goianiense | 3                   | 2          | 5          |   |       |       |       |       |       |
|  | Atlético Goianiense | 3                   | 2          | 5          |   | Goiás | 2     | 1     | 3     |       |
|  |                     |                     |            |            |   | Goiás | 2     | 1     | 3     |       |
|  |                     | Atlético Goianiense | 2          | 2          | 4 |       |       |       |       |       |
|  | Goiás               | Atlético Goianiense | 2          | 2          | 4 | 2     | 1     | 3     |       |       |
|  | Goiás               |                     |            |            |   | 2     | 1     | 3     |       |       |
|  | Vila Nova           | 1                   | 1          | 2          |   |       |       |       |       |       |

| Fonte: FGF (arquivo) |